# 安家駅
安家駅（あんかえき）とは、中華人民共和国黒竜江省ハルビン市五常市に位置する拉浜線の駅。

## 歴史
- 1934年　開業。

## 隣の駅
中華人民共和国鉄道部
拉浜線
五常駅 - 安家駅 - 背蔭河駅
座標: 北緯45度03分01秒 東経127度03分41秒 / 北緯45.0502度 東経127.0614度